# Kejsertamarin
Kejsertamarin (Saguinus imperator) er en art af tamariner angiveligt opkaldt efter sin lighed med den tyske kejser Wilhelm II. Den lever i det sydvestlige Amazonområdet, øst i Peru, nord i Bolivia og i vest i de brasilianske stater Acre og Amazonas.
Der er to underarter af Kejsertamarin:
- Saguinus imperator imperator
- Saguinus imperator subgrisescens